# جامعة أوهايو
جامعة أوهايو (يشار إليها غالبًا باسم OHIO أو OU) هي جامعة أبحاث عامة في أثينا، أوهايو. أول جامعة مستأجرة بموجب قانون صادر عن الكونجرس والأولى في ولاية أوهايو، تم اعتمادها في عام 1787 من قبل كونغرس الاتحاد ثم تمت الموافقة عليها لاحقًا للإقليم في عام 1802 والولاية في عام 1804، الافتتاح للطلاب عام 1809. جامعة أوهايو هي أقدم جامعة في ولاية أوهايو، وعاشر أقدم جامعة عامة في الولايات المتحدة والمرتبة 32 من بين الجامعات العامة والخاصة. اعتبارًا من خريف 2020، كان إجمالي الالتحاق بالجامعة في أثينا أكثر بقليل من 20000، بينما كان الالتحاق في جميع الحرم الجامعي يزيد قليلاً عن 33000.
تحافظ جامعة أوهايو على معدل قبول انتقائي مع متطلبات قبول إضافية للصحافة والمدارس الأخرى المختارة. يقبل القبول في جامعة أوهايو عادةً ما بين 66-82% من المتقدمين سنويًا. لكلية الدراسات العليا معايير القبول الخاصة بها وكل قسم يقدم درجات الدراسات العليا يقبل الطلاب من خلال لجنته الخاصة. تحتفظ كلية التراث لطب تقويم العظام بمعايير قبول منفصلة محددة، وهي الكلية الأكثر انتقائية تحت مظلة الجامعة. بلغ متوسط معدل القبول بين طلاب الطب خلال السنوات الأخيرة حوالي 7% من مجموعة الطلبات في العام الدراسي 2020. تقدم جامعة أوهايو أكثر من 250 مجالًا للدراسة الجامعية. على مستوى الدراسات العليا، تمنح الجامعة درجات الماجستير في العديد من أقسامها الأكاديمية الرئيسية، ودرجات الدكتوراه في أقسام مختارة. جامعة أوهايو معتمدة من لجنة التعليم العالي. تصنف الجامعة ضمن «R2: الدكتوراه جامعات - نشاط بحثي عالي».
يطلق على الفرق الرياضية في ولاية أوهايو اسم Bobcats وتتنافس في الرابطة الوطنية لألعاب القوى الجماعية (NCAA) على مستوى القسم الأول كأعضاء ميثاق في مؤتمر منتصف أمريكا. شاركت كرة القدم في أوهايو في 13 مباراة بالكرة خلال موسم 2019، بينما شارك فريق كرة السلة للرجال في 13 مباراة في بطولة NCAA للرجال في القسم الأول لكرة السلة.

## التاريخ

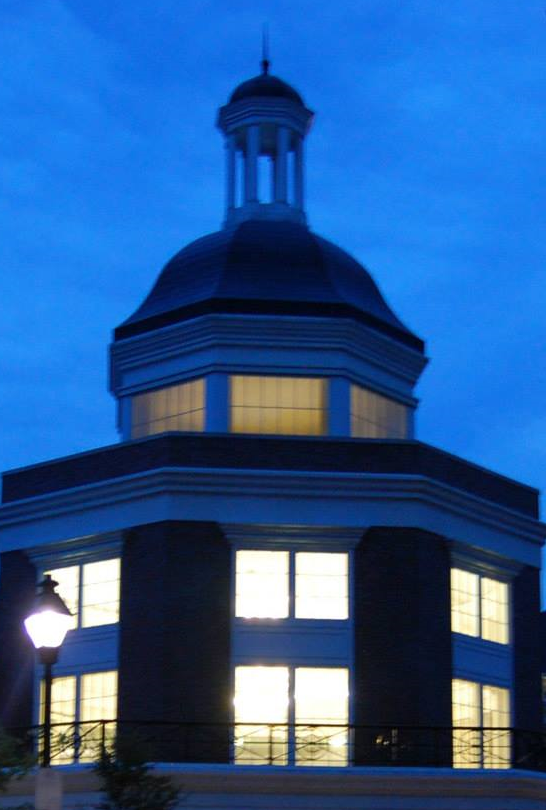
ترتكز الغرفة ذات القبة المفتوحة على مبنى اتحاد الطلاب على قمة التل حيث قطع نهر هوكينغ.

### القرن 20
شهد القرن العشرين نموًا هائلاً في تسجيل الطلاب والعروض الأكاديمية والمرافق البحثية. بين عامي 1955 و 1970، تضاعف الالتحاق بالجامعة ثلاث مرات (من 7000 إلى 20000). خلال هذه الحقبة، نما الحرم الجامعي، مع بناء 25 مهجعًا جديدًا يقع على اثنين من المساكن الخضراء الكلية الجديدة، مع محطات إذاعية وتلفزيونية، ومرافق بحثية وفصول دراسية، وبناء ساحة رياضية بسعة 13000 مقعد (مركز المؤتمرات). تُصنف جامعة أوهايو ضمن أفضل 30 حرم جامعي سكني في الولايات المتحدة.
في عام 1964، أشار الرئيس الأمريكي جونسون علنًا إلى مبادرته مجتمع عظيم لأول مرة في College Green، مما منح الجامعة فرصة الانكشاف في جميع أنحاء أمريكا والعالم.
في عام 1975، أنشأت أوهايو كلية الطب، المعروفة باسم كلية الطب بجامعة أوهايو. التراث هي الكلية الطبية الوحيدة في الولاية التي تمنح درجة دكتوراه في تقويم العظام. في عام 2011، تلقت الكلية أكبر تبرع خاص يتم تقديمه على الإطلاق لكلية الطب في الولايات المتحدة، ويعتبر ما يقرب من 240,000 من الخريجين الأحياء الآن أوهايو جامعتهم، مع وجود حكام وأعضاء في مجلس الشيوخ ورواد فضاء ومشاهير وسائل الإعلام بين صفوفها. تم تصنيف أوهايو باستمرار ضمن أفضل الجامعات العامة في تصنيف US News & World Report لـ «أفضل الكليات الأمريكية»، وتم تسميته من قبل مؤسسة كارنيجي لتقدم التدريس كمؤسسة لنشاط الدكتوراه / البحث العالي. تحتوي مكتبات ولاية أوهايو على أكثر من 4 ملايين مجلد مجلّد.

## الحرم الجامعي
الجامعة عبارة عن حرم جامعي سكني في أثينا، أوهايو، يطل على نهر هوكينغ. تم تشييد موضوعات نيو إنجلاند وأوائل أمريكانا الفيدرالية في ظل رئاسة جيفرسون، وهي سائدة في الهندسة المعمارية الأولى للجامعة. بدأ تطوير الحرم الجامعي في عام 1812 بتشييد المبنى المركزي للجامعة، قاعة ماناسيه كاتلر، وهو معلم وطني مسجل، وتم بناؤه بعد 20 عامًا فقط من البيت الأبيض.

### الكلية الخضراء
تعتبر هي الحديقة المركزية الرباعية الزوايا وموقع مباني الحرم الجامعي الهامة: مكتب الرئيس؛ ويلسون هول، كلية الآداب والعلوم؛ قاعة ماكجيفري، على اسم ويليام ماكجوفي وبوابة الكلية. هذه الهياكل الأساسية الثلاثة الأصلية هي عناصر مميزة لشعار الجامعة الحالي الرسمي وتحافظ على توافقها مع تصميمها الأصلي منذ أكثر من 200 عام. لم تتغير الكلية كثيرًا في القرنين الماضيين، مما يساهم في المظهر الاستعماري للجامعة. يعتمد اللون الأخضر، المستوحى من مؤسسي الجامعة، على التصميم الكلاسيكي لمدن اللغة الإنجليزية التقليدية ومدن نيو إنجلاند ومشابه للمربعات الجامعية.
تتميز الكلية بكنيسة جالبريث التي تعلوها ريشة الطقس النحاسية، تم تصميمها على غرار رواق كنيسة Nash's All Souls في لندن. تشمل المباني الأخرى في College Green قاعة Chubb، موطن القبول في المرحلة الجامعية بالإضافة إلى مكاتب Bursar والمسجل؛ إليس هول، موطن أقسام اللغة الإنجليزية والكلاسيكية وأديان العالم والفلسفة؛ قاعة تمبلتون - بلاكبيرن التذكارية؛ بالإضافة إلى Bryan Hall، قاعة إقامة من الدرجة الأولى. تم تأطير College Green من خلال بوابتين جامعتين رئيسيتين. بوابة الخريجين، التي بُنيت عام 1915، تحتوي على آيات معروفة جيدًا لمجتمع الجامعة والتي يمكن قراءتها عند الدخول إلى الحرم الجامعي ومغادرته.
الكلمات الموجودة فوق البوابة («يمكنك أن تنمو في المعرفة والحكمة والحب») مستعارة من العبارة اللاتينية المنقوشة فوق بوابة جامعة بادوفا، إيطاليا، وتم تكريسها في بداية القرن العشرين في القرن المائة. ذكرى أول دفعة تخرج بالجامعة.

### الشرق الأخضر
هناك اثنا عشر مبنى سكني فيه. هذه المنطقة من الجامعة هي أقدم منطقة سكنية خضراء وتضم ثلاثة من أكثر الممرات انحدارًا في حرم أثينا الجبلي: مورتون هيل، ودرج وتراس بريان هول، وجيفرسون هيل. كل ممر يتيح للطلاب الوصول إلى الفصول الدراسية إذا كانوا على استعداد للمشي أو ركوب الدراجات.

تُعد أيضًا مقرا لـ Shively Court، وهي قاعة طعام تم تجديدها حديثًا مع خيارات تناول الطعام في الداخل والوجبات الخارجية والوجبات السريعة.

### ويست جرين
تشمل مباني حول الجزء الغربي من حرم أثينا الجامعي. يمتد أوهايو أثليتيك مول على الجزء الغربي من الحرم الجامعي، بالقرب من نهاية مسار الدراجات في أثينا عند تقاطع شارع الاتحاد. يحتوي المركز التجاري على ملاعب لاكروس وبيسبول وألعاب المضمار والميدان والأماكن الرياضية ذات الصلة. على طول نهر هوكينغ المحيط توجد سلسلة من أشجار الساكورا المزروعة للاحتفال بالشراكة التاريخية للجامعة مع جامعة تشوبو. يرعى الطلاب اليابانيون «مهرجان ساكورا» السنوي كل عام، وهو حدث ثقافي يحتفل بالازدهار البصري المثير لأشجار الكرز وإضاءة المساء.

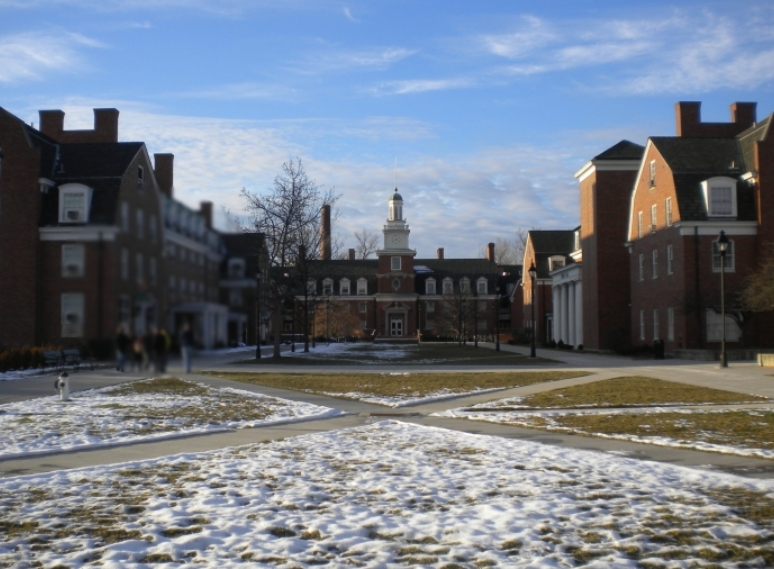
ساحة الويست جرين

هناك ثماني قاعات سكنية في West Green. وهي:
- المركز الأكاديمي والبحثي
- ملعب أوهايو سوفتبول، موطن فريق الكرة اللينة.
- Goldsberry Track، موطن فرق سباقات المضمار والميدان.[36]
- ملعب بوب ورين، موطن فريق البيسبول.
- ملعب تشيسا، موطن برنامج كرة القدم للسيدات.

### المرافق الأخرى
- حصلت الجامعة على Ridges. تم إعادة تصميم المنطقة ذات الطراز الفيكتوري منذ ذلك الحين كمجمع جامعي من الفصول الدراسية والمكاتب الإدارية تحيط بها محمية طبيعية كبيرة. بالإضافة إلى ذلك، يقع مرصد كوكبي جديد في مكان قريب.
- مطار جوردون ك.بوش
- معمل إدواردز،[37] مسرع الجسيمات يستخدم لأبحاث نسخة محفوظة 28 نوفمبر 2018 على موقع واي باك مشين. الفيزياء النووية والفيزياء الفلكية نسخة محفوظة 28 نوفمبر 2018 على موقع واي باك مشين..
- سينما أثينا، وهي دار سينما في الحرم الجامعي عمرها قرن من الزمان مملوكة للجامعة.
- محطة التدفئة، وهي محطة داخل الحرم الجامعي توفر التدفئة لجميع المباني في الحرم الجامعي.

## البرامج الأكاديمية

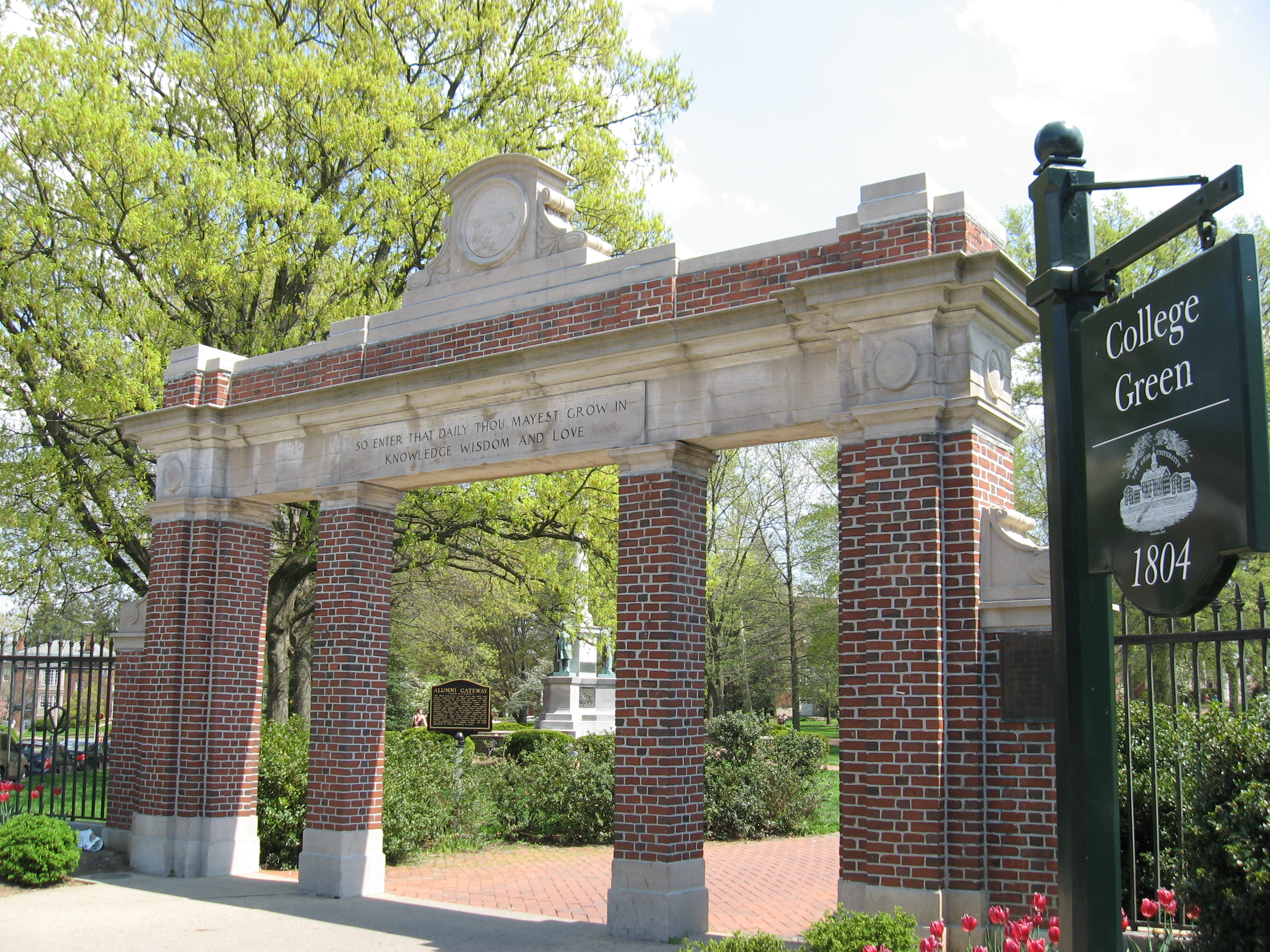
بوابة الجامعة، في الكلية الخضراء، هي طريق الدخول للطلاب الجدد عند دعوتهم

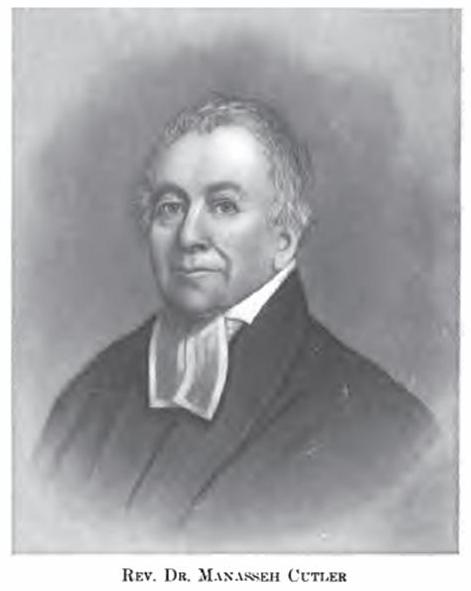
منسى كاتلر، مؤسس جامعة أوهايو

يتجاوز إجمالي عدد الطلاب المسجلين بالجامعة 36000 طالب جامعي يشمل الحرم الجامعي الرئيسي في أثينا والحرم الجامعي الإقليمي؛ ينحدر جسدها في الغالب من وسط المحيط الأطلسي والغرب الأوسط وتخرج من المدارس الثانوية العامة. تم الاستشهاد بالجامعة من حيث الجودة الأكاديمية والقيمة من خلال المنشورات Fortune، US News and World Report، BusinessWeek، Forbes، أفضل 100 كلية في أمريكا، أفضل كليات Princeton Review، ودليل Peterson's الكليات التنافسية. اعترفت مؤسسة جون تمبلتون أيضًا بجامعة أوهايو كواحدة من أفضل مؤسسات بناء الشخصية في البلاد. اعترف The Chronicle of Higher Education الجامعة بأنها واحدة من أكبر منتجي علماء فولبرايت الأمريكيين حسب نوع المؤسسة، مع أكبر عدد من المستفيدين في الولاية بالإضافة إلى مؤتمر منتصف أمريكا في 2011-12. تم الاعتراف بجامعة أوهايو من قبل مكتب الشؤون التعليمية والثقافية بوزارة الخارجية الأمريكية كأفضل منتج لطلاب فولبرايت الأمريكيين 2014-2015.
تقبل الجامعة 69% من المتقدمين. إجمالي عدد الطلاب الذين شملهم الاستطلاع: يمثل الأمريكيون الأفارقة 5% (061 1)؛ الأمريكيون الآسيويون 1.3% (270)؛ القوقازيون 84.6% (17926)؛ أصل اسباني 1.9% (411)؛ دولي 6.8% (1437)؛ والأمريكيين الأصليين والهنود الأمريكيين 0.4% (77). يشتمل ميثاق شرف الجامعة على الركائز التقليدية المتمثلة في الشخصية والمواطنة والكياسة والالتزام والمجتمع. يدخل الطلاب الجدد إلى الجامعة رسميًا من خلال دعوتهم السنوية ومسيرة تحت بوابة الخريجين مع مسؤولي الجامعة.
كلية أوهايو لديها إنجازات تتراوح من عمل فرانسيس بوندي على التوليف المبكر للماس إلى السيرة الذاتية الشهيرة لبول موراي كيندال لريتشارد الثالث. يمكن رؤية بعض الإنجازات البحثية في جامعة أوهايو في السير الذاتية لأستاذ إدوين وروث كينيدي الأساتذة المتميزين المعينين سنويًا منذ عام 1959.

### الكليات والمدارس
تنقسم الجامعة إلى عدة كليات:
- كلية الآداب والعلوم
- كلية الأعمال: تأسست عام 1927. بعد إعادة الهيكلة على مستوى الجامعة في عام 2010، تضم قسم الإدارة الرياضية. تقدم الكلية أيضًا برنامج ماجستير إدارة الأعمال للطلاب الهنود في Christ University Bangalore. بدأ مركز مبيعات Schey في عام 1997 من قبل مجلس أمناء أوهايو ويقدم شهادة مبيعات مهنية للطلاب.
- تضم كلية سكريبس للاتصالات خمس مدارس ومختبر أبحاث واحدًا (انظر «مراكز الأبحاث»): مدرسة EW Scripps للصحافة،[49] مدرسة JW McClure للمعلومات وأنظمة الاتصالات، وكلية دراسات الاتصالات، وكلية فنون الإعلام والدراسات (مدرسة الاتصالات سابقًا)، ومدرسة الاتصالات المرئية (VisCom)، ومختبر أبحاث الألعاب والتصميم الغامر (GRID).
- كلية باتون للتربية: تأسست عام 1959. كان معالجها هو القسم العادي، الذي يعود تاريخه إلى 11 مايو 1886. كان القسم العادي - الذي سبق كلية التربية اليوم - أول برنامج لإعداد المعلمين تدعمه الدولة في ولاية أوهايو. افتتحت أول روضة أطفال في الولاية في حرم جامعة أوهايو عام 1907. اليوم، تم تنظيم كلية التربية في ثلاثة أقسام: الإرشاد والتعليم العالي، والدراسات التربوية، وتعليم المعلمين. تخدم الكلية حاليًا أكثر من 2100 طالب جامعي و 800 طالب دراسات عليا.[50] في 1 يوليو 2010، أصبحت كلية باتون موطنًا للعديد من البرامج التي كانت موجودة سابقًا في كلية الصحة والخدمات الإنسانية، مما أدى إلى إنشاء قسمين جديدين: تعليم علوم الإنسان والمستهلك، وعلم التربية الرياضية والترفيهية.[51]
- كلية روس للهندسة والتكنولوجيا: تأسست عام 1920. يلتحق حوالي 1400 طالب جامعي وحوالي 300 طالب دراسات عليا.[52] تم تسميته تكريما للدكتور فريتز ج. روس، خريج الهندسة الكهربائية ومؤسس مختبرات أبحاث النظم،[53] الذي ترك الكلية 91.8 مليون دولار في العقارات والأوراق المالية.[54]

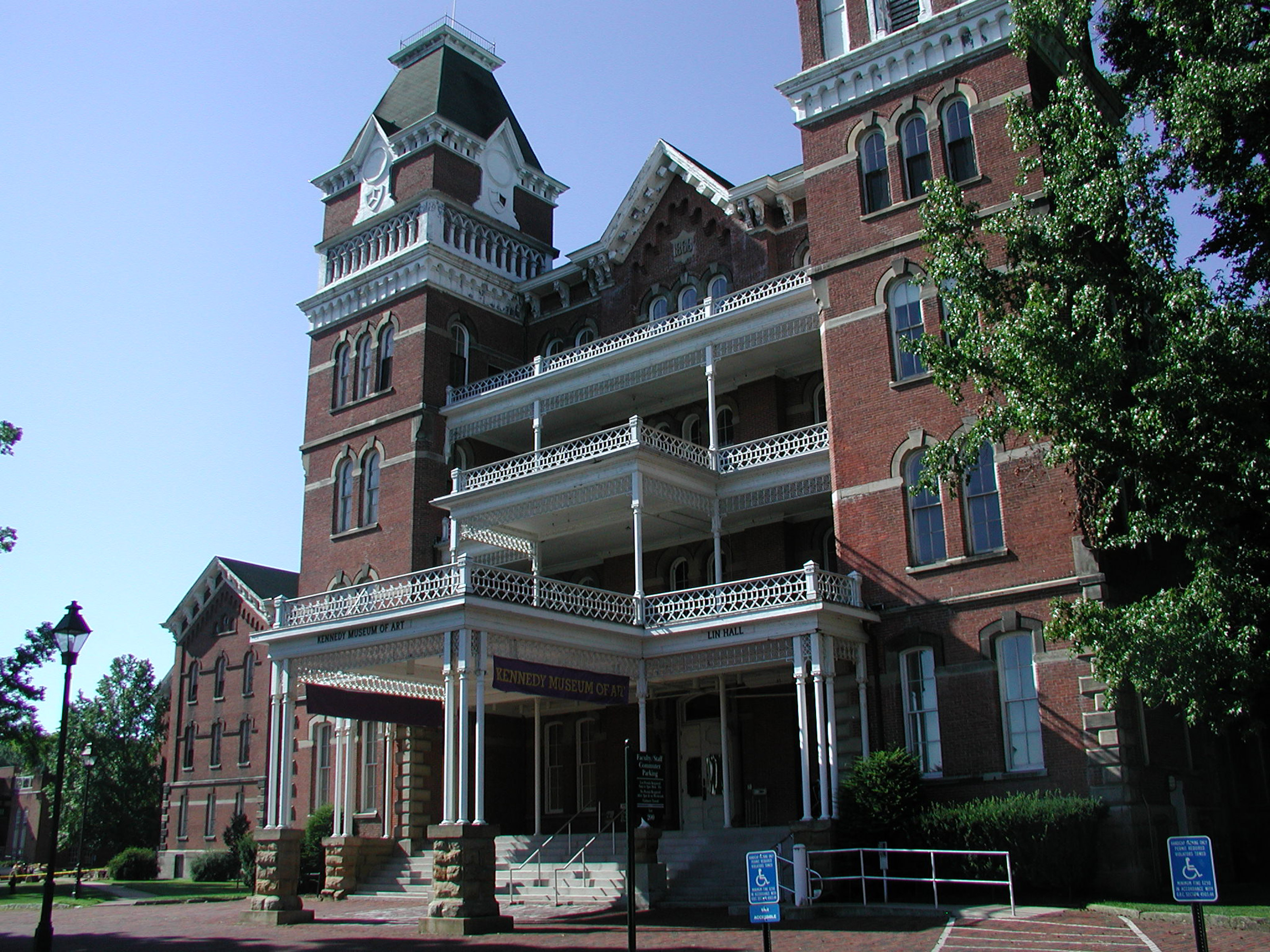
متحف كينيدي للفنون

- كلية الفنون الجميلة: تأسست عام 1947. تقدم الكلية برامج أكاديمية في الفنون والرقص والأفلام والفنون متعددة التخصصات والموسيقى والمسرح. الفرقة الموسيقية التابعة للجامعة، جامعة أوهايو مارشينج 110، الملقبة «الفرقة الأكثر إثارة في الأرض»، مقرها كلية الفنون الجميلة، وهي حاليًا تحت إشراف الدكتور ريتشارد سوك، المدير المساعد للفرق الموسيقية. احتفلت مدرسة الموسيقى بجامعة أوهايو بالذكرى المئوية لتأسيسها في عام 2017. يقع برنامج الأفلام بالجامعة داخل مدرسة الرقص والسينما والمسرح في كلية الفنون الجميلة.
- كلية العلوم والمهن الصحية: بدأت في الأصل عام 1979 باسم كلية الصحة والخدمات الإنسانية، وأعيد هيكلتها عام 2010.
- تأسست الكلية التعليمية مع مرتبة الشرف عام 1972. يقدم برامج في 34 تخصصًا، تتراوح من الصحافة إلى الفيزياء الفلكية. يقع مكتب الجوائز التنافسية الوطنية في الكلية.[55][56]
- مدرسة جورج فوينوفيتش للقيادة والشؤون العامة: تأسست عام 2007 وسميت على اسم خريج وحاكم أوهايو السابق والسيناتور جورج فوينوفيتش.

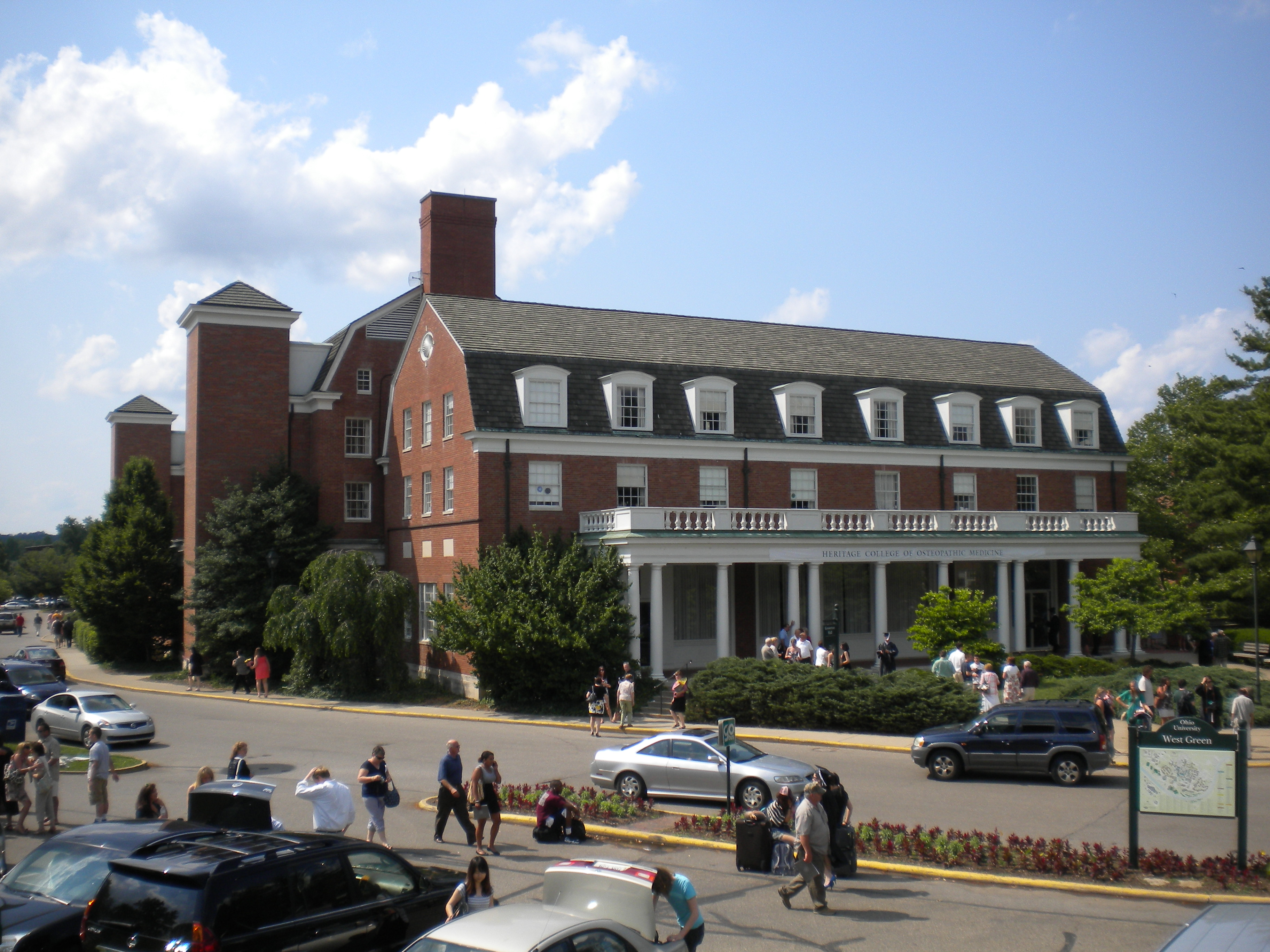
كلية التراث لطب تقويم العظام

- كلية التراث لطب تقويم العظام: تأسست عام 1975.[57] إنها كلية طب تقويم العظام الوحيدة في الولاية، وتقدم درجة دكتوراه في طب تقويم العظام (DO). الكلية معتمدة من الجمعية الأمريكية لتقويم العظام.[58] في عام 1993، تم تعيين باربرا روس لي في منصب عميد كلية التراث لطب تقويم العظام. كانت أول امرأة أمريكية من أصل أفريقي تعمل عميدة كلية الطب الأمريكية. في عام 2014، جنبًا إلى جنب مع شريك التدريب المرموق أوهايو هيلث،[59] افتتحت الكلية حرمًا ثانيًا لكلية الطب في دبلن، أوهايو.[60] في عام 2015، افتتحت الكلية حرمًا جامعيًا ثالثًا بالاشتراك مع كليفلاند كلينك[61] في مستشفى كليفلاند كلينك ساوث بوينت في وارنسفيل هايتس، أوهايو.[62] يتدرب ما يقرب من 120 طالبًا في الطب في حرم أثينا، و 70 في دبلن و 60 في كليفلاند.
- كلية الدراسات العليا: كلية طلاب الدراسات العليا في أوهايو. وتضم الكلية أكثر من ثلاثين مجالات تركيزات ما بعد البكالوريا، والجوائز MA، MS، والدكتوراه درجات.

### مراكز البحوث

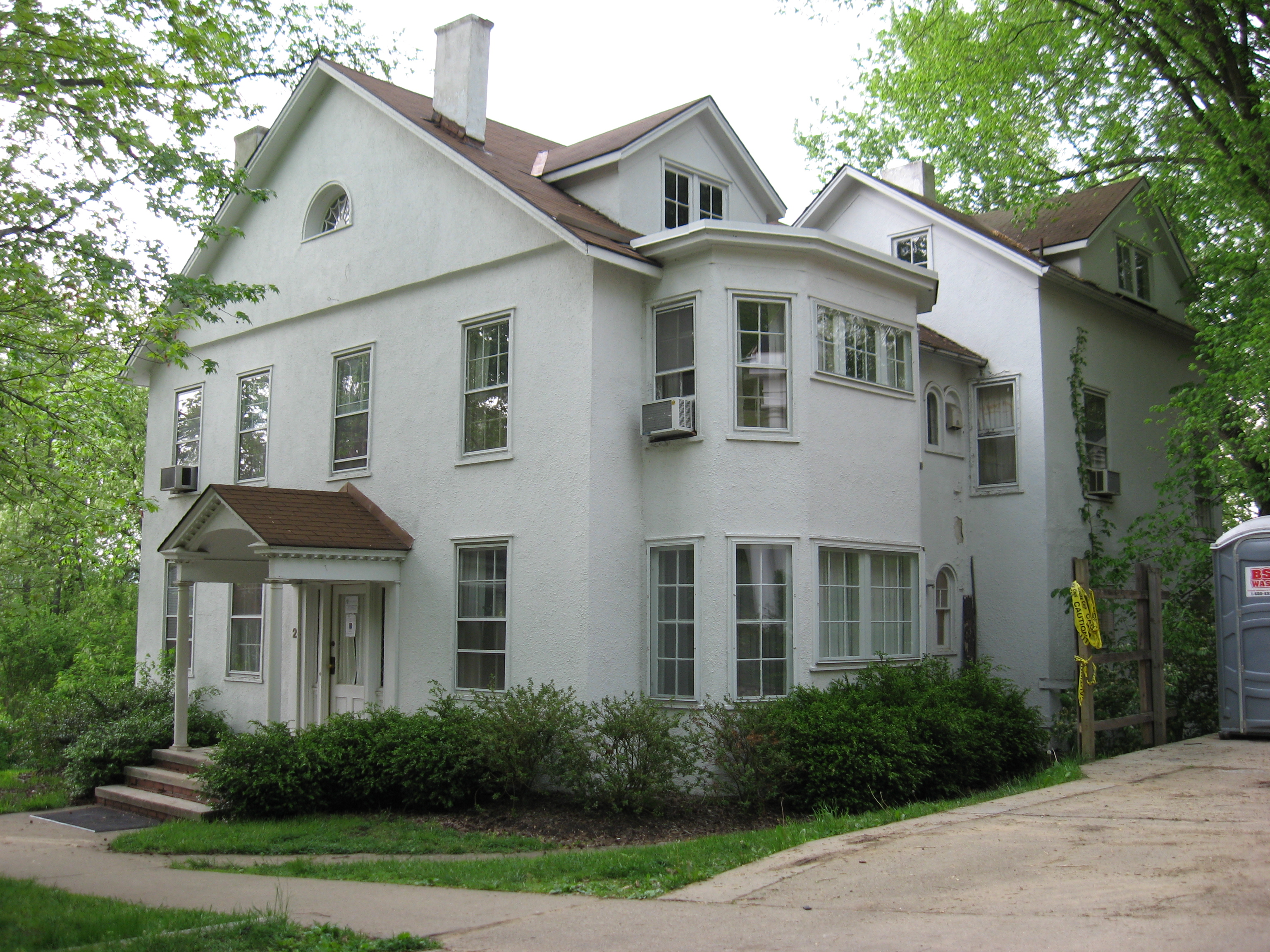
معهد التاريخ المعاصر، ومقره في براون هاوس

تسمح العديد من البرامج والمعاهد البحثية للطلاب بالتعلم من العلماء والعلماء الذين يشاركون بنشاط في تطوير تخصصاتهم. تشمل المراكز والمعاهد البحثية المعتمدة من مجلس أمناء جامعة أوهايو ما يلي:
- ترعى كلية التراث لطب تقويم العظام معهد أبحاث الجهاز العصبي والعضلي، ومعهد الأمراض المدارية،[63] معهد إديسون للتقنية الحيوية، ومعهد أبالاتشيان للصحة الريفية.
- في الهندسة والتكنولوجيا، ترعى أوهايو معهد الطاقة المستدامة والبيئة، ومركز معالجة المواد المتقدمة، ومركز تكامل أنظمة البرمجيات المتقدمة، ومركز تعليم وبحوث التعريف الآلي، ومركز أبحاث هندسة إلكترونيات الطيران،[64] المعهد للتآكل والتكنولوجيا متعددة الأطوار،[65] مركز الأنظمة الذكية، الموزعة والتي يمكن الاعتماد عليها، معهد أبحاث أوهايو للنقل والبيئة، ومعهد تي ريتشارد وإليانورا ك. روب للقيادة.[66]
- يدعم برنامج المادة المكثفة وعلوم السطح[67] البحث في فيزياء المواد والمادة المكثفة.
- يدعم معهد الظواهر النانوية والكمية[68] (NQPI) البحث في جوانب متنوعة من علم النانو وظواهر ميكانيكا الكم في الطبيعة.
- معهد الأخلاقيات التطبيقية والمهنية، معهد تشارلز ج. بينغ لتدريس العلوم الإنسانية، معهد الدراسة التجريبية للغة؛ حاضنة الأعمال بالجامعة، ومركز الابتكار، ومعهد الظواهر النانوية والكمية[69]
- ترعى كلية الآداب والعلوم معهد الأبحاث والخدمات الأمريكية الإفريقية، ومعهد الفيزياء الفلكية،[70] ومعهد التاريخ المعاصر، ومركز الأجهزة الكيميائية الذكية، ومعهد الفيزياء النووية والجسيمات،[71] ومركز رسم الخرائط بجامعة أوهايو ومعهد البيولوجيا الكمية ومركز نظرية الخاتم وتطبيقاتها.
- ترعى كلية إدارة الأعمال مركز الأعمال الإلكترونية،[72] ومركز تعليم وتطوير الأعمال الدولية، ومعهد التأمين بجامعة أوهايو ،  ومركز المبيعات. [ بحاجة لمصدر ][ بحاجة لمصدر ]
- في تخصصات الاتصالات، ترعى أوهايو معهد الصحافة الدولية ومركز أبحاث سكريبس الاستقصائي[73] ومركز الاتصالات ومعهد دراسات الاتصالات. [ بحاجة لمصدر ][ بحاجة لمصدر ]
- في التعليم، ترعى ولاية أوهايو مركز تطوير المناهج التعاونية والشراكات، ومعهد الديمقراطية في التعليم،[74] ومركز جورج هيل للاستشارات والبحوث،[75] ومركز التعليم العالي، ومركز إدوارد ستيفنز للدراسة وتنمية مهارات القراءة والكتابة واللغة.[76]
- في الصحة والخدمات الإنسانية، ترعى أوهايو مركز تنمية الطفل[77] ومركز الإدارة الرياضية.[78]
- تم إنشاء مركز الدراسات الدولية في عام 1964.[79]
- في Game Research and Immersive Design، ترعى أوهايو GRID Lab، وهي مبادرة من كلية سكريبس للاتصالات، توفر لأوهايو التدريب والتعليم والفرصة لتطوير المهارات التقنية والإبداعية باستخدام تكنولوجيا الألعاب الرقمية. يعمل GRID Lab كمركز مبتكر وإبداعي للطلاب الجامعيين والخريجين وأعضاء هيئة التدريس والموظفين وتطوير المشاريع. تأسست من قبل العديد من أعضاء هيئة التدريس والموظفين من كلية الفنون والدراسات الإعلامية.[80]

### الكلية الجامعية
تأسست الكلية الجامعية في عام 2004. تضم الكلية طلابًا يصممون برنامجًا رئيسيًا بموافقة أعضاء هيئة التدريس ويمنحون درجة بكالوريوس الدراسات المتخصصة (BSS). أعضاء هيئة التدريس بالكلية الجامعية من تخصصات مختلفة.

### الجامعات الإقليمية
يحضر أكثر من 9800 طالب جامعات إقليمية الخمسة بجامعة أوهايو:
- الشرقية (سانت كليرسفيل)
- زانسفيل
- لانكستر
- الجنوبية (إيرونتون)
- تشيليكوث

يوجد في جامعة أوهايو أيضًا مركزان تعليميان:
- بيكرينجتون (جزء من حرم لانكستر)
- بروكتورفيل (جزء من الحرم الجامعي الجنوبي)

يوجد في جامعة أوهايو أيضًا حرم جامعي واحد:
- دبلن (مع المباني التي تديرها كلية التراث بجامعة أوهايو للطب التقويمي وكلية جامعة أوهايو للعلوم الصحية والمهن)

تدير كلية التراث بجامعة أوهايو للطب التقويمي حرمين جامعيين بالإضافة إلى أثينا:
- دبلن (يقع الحرم الطبي داخل الحرم الجامعي الموسع الأكبر لجامعة أوهايو)
- كليفلاند (التابعة لكليفلاند كلينك)

## ألعاب القوى

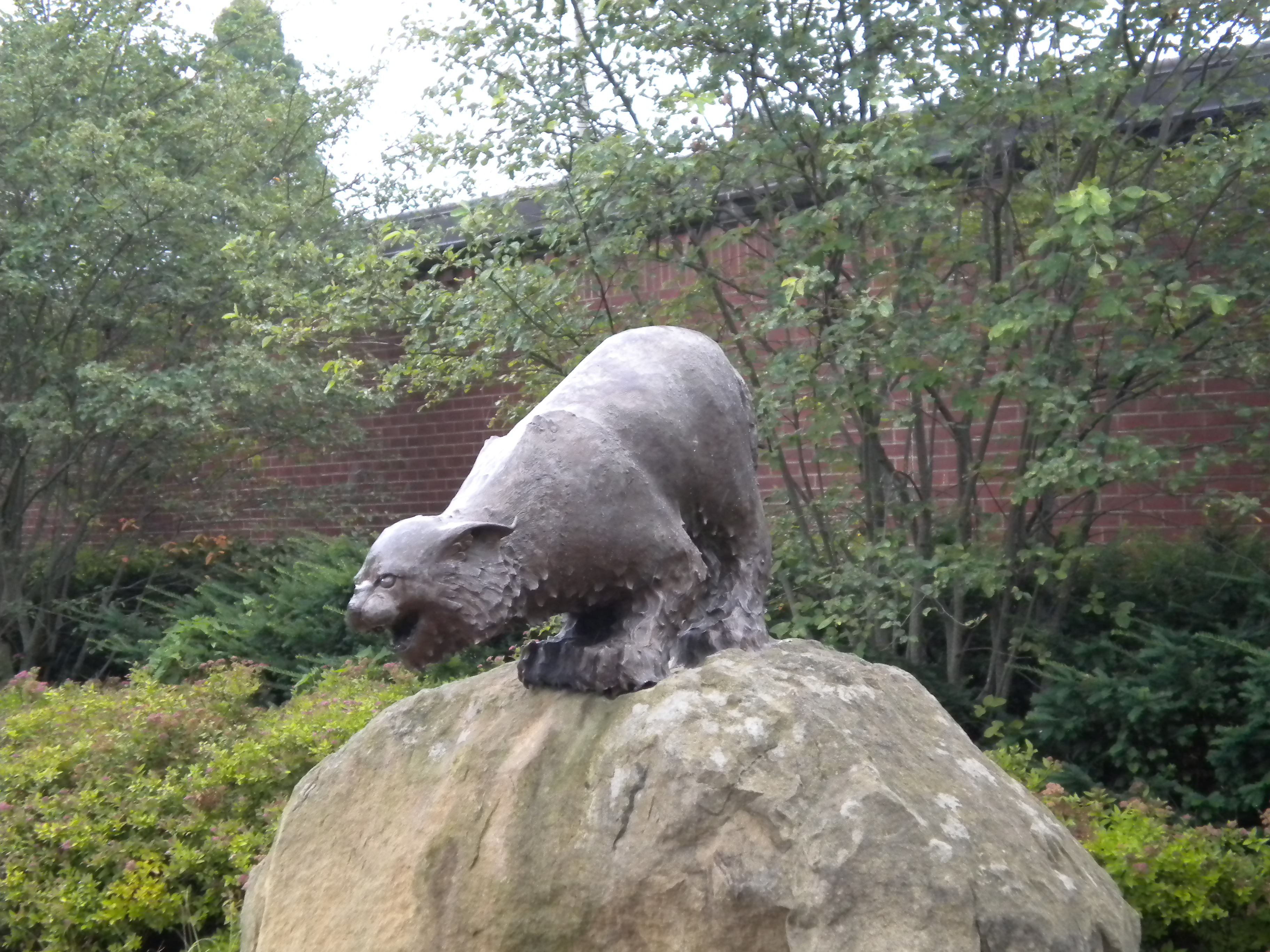
أوهايو بوبكات في ملعب بيدين

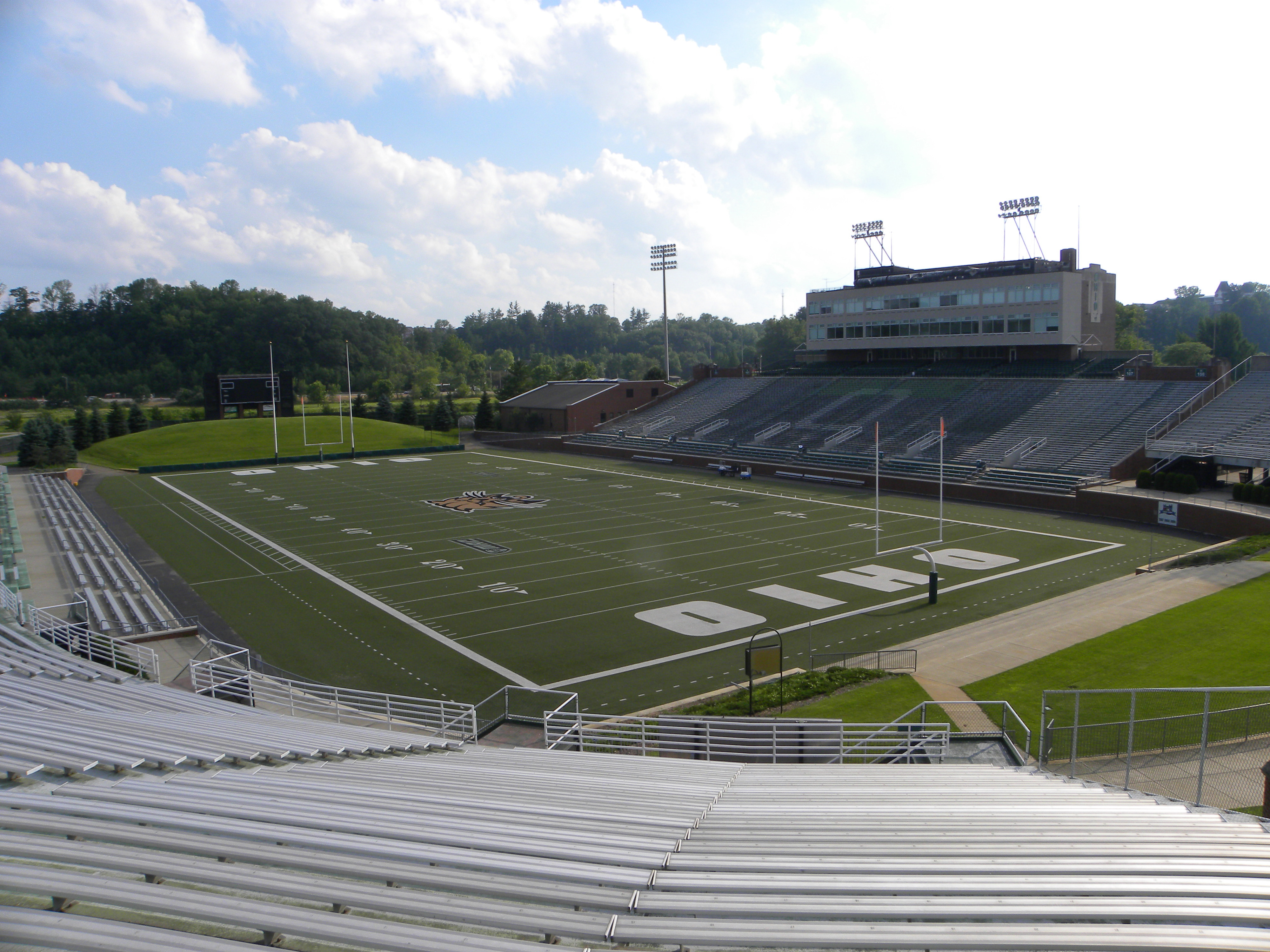
ملعب بيدين

بدأت الرياضة الجامعية في عام 1894 بخسارة 8-0 أمام كلية ماريتا لكرة القدم. تتنافس الجامعة في الرابطة الوطنية لألعاب القوى الجماعية (NCAA) على مستوى القسم الأول وهي عضو ميثاق في مؤتمر منتصف أمريكا (MAC)، الذي تأسس في عام 1946، ولا يزال العضو الوحيد الذي يتنافس في المؤتمر.
تشمل ألعاب القوى الجامعية بين الكليات ستة فرق رجال وثماني فرق نسائية. على المستوى الوطني، هزمت جامعة أوهايو ميشيغان المصنفة الرابعة في بطولة كرة السلة للرجال 2012 التي نظمتها الرابطة الوطنية لألعاب القوى الجماعية القسم الأول. تبعوا ذلك بفوز 62-56 على جنوب فلوريدا المصنف 12، ووصلوا إلى Sweet Sixteen لأول مرة منذ عام 1964.
يلعب فريق Bobcats لكرة القدم في ملعب بيدين على شكل حدوة حصان يتسع لـ 28000 مقعد، وهو أقدم ملعب في مؤتمر Mid-American، والذي يضم مركزًا أكاديميًا للطلاب يتضاعف كتذكرة وقاعة ضيافة أثناء مباريات كرة القدم وزيادة سعة المشاهدة. ملعب بيدين هو موقع تاريخي محدد في ولاية أوهايو.
جميع الأحداث الرياضية بالجامعة مفتوحة للطلاب بدون رسوم إضافية.
تتنافس فرق ألعاب القوى للرجال والنساء في ولاية أوهايو تحت الألوان الرسمية للصياد الأخضر والأبيض.

### النادي الرياضي
هناك 36 برنامجًا رياضيًا نشطًا للأندية في أوهايو، نفد منها قسم الترفيه في الحرم الجامعي. تشمل رياضات النوادي الرياضة لكلا الجنسين، بما في ذلك الرياضات المختلطة.

## الأنشطة الطلابية

### وسائل الإعلام
يدير الطلاب صحيفة وتلفزيون ومحطات إذاعية في جامعة أوهايو. تنشر الصحيفة الرئيسية، The Post، إصدارًا مرة واحدة في الأسبوع وعلى الإنترنت جميع أيام الأسبوع، وهي مستقلة رسميًا عن الجامعة وإدارتها.
تلفزيون جامعة أوهايو العام هو برنامج تابع لـ PBS يبث على WOUB-TV. تشمل البرامج التي ينتجها الطلاب الآخرون WOUB Newswatch وهو برنامج إخباري. يُبث أيضًا برنامج The OUtlet، وهو برنامج إذاعي وبودكاست يعرض قصصًا حيثما «يلتقي الحرم الجامعي بالمجتمع».
يوجد في جامعة أوهايو نادي راديو هواة.
تنشر الجامعة أيضًا صفحة أخبار OHIO، الأخبار والمعلومات الرسمية للمؤسسة على الإنترنت.

### الخدمات
للطلاب مجموعة متنوعة من الخدمات المنظمة والمستقلة. يتضمن مجلس قيادة خدمة المجتمع، الطلاب للإشراف على مشروع الأسبوع كل يوم سبت. تضمنت المشاريع العمل مع العديد من مثل حملة برمنجهام.
شاركت أيضًا الجمعيات الخيرية في جامعة أوهايو في بطولات كرة قدم العلم، واستفادت من صندوق صحة المرأة وبرنامج أثينا. في أوائل عام 1962، وقع الرئيس فيرنون ألدن أول عدة عقود مع الحكومة الفيدرالية لتسهيل برامج تدريب المتطوعين في فيلق السلام. اليوم، تستضيف جامعة أوهايو مكتب تجنيد لفيلق السلام في تقليد مرتبط بهذه المنظمة منذ زيارة سارجنت شرايفر.

## تطبيق القانون
مثل العديد من الجامعات في أوهايو، تحتفظ جامعة أوهايو بقسم شرطة خاص بها. تعمل شرطة جامعة أوهايو وهي وكالة إنفاذ قانون كاملة ومستقلة تضم 31 ضابطًا محلفًا وخمسة مرسلين واثنين من موظفي الدعم الإداري. لديهم أقسام للدوريات والتحقيق، وفريقان من فرق التحري عن المتفجرات، وفريق تدخل سريع SWAT، وهم أعضاء في وحدة الجرائم الكبرى في أثينا هوكينغ فيرفيلد.
تم اعتماد الشرطة في اتفاقية أوهايو التعاونية في 27 يناير 2017.

## الخريجون
يوجد في ولاية أوهايو أكثر من 240,000 خريج من الجامعة. يتم تكريم الخريجين من خلال مجموعة متنوعة من الجوائز والمناصب المرموقة، ومن بين هؤلاء فينكاترامان راماكريشنان، الحائز على جائزة نوبل في الكيمياء لعام 2009 ورئيس الجمعية الملكية؛ جورج فوينوفيتش، حاكم ولاية أوهايو السابق وعضو مجلس الشيوخ الأمريكي عن ولاية أوهايو ؛ وتوماس إيوينج، أول خريج من جامعة أوهايو، ووزير الداخلية الأول، وعضو مجلس الشيوخ الأمريكي عن ولاية أوهايو ووزير الخزانة في عهد الرئيس الأمريكي ويليام هنري هاريسون، على سبيل المثال لا الحصر من الخريجين المتميزين.
فاز ثمانية وثلاثون من خريجي كلية سكريبس للاتصالات بجوائز بوليتزر.

## وصلات خارجية
- الموقع الرسمي